# Shozo Tominaga
Shozo Tominaga (1914 ou 1915 - 13 janvier 2002) est un criminel de guerre japonais devenu militant pacifiste.

## Biographie
Tominaga sert en Mandchourie durant la seconde guerre sino-japonaise. Il participe à cette époque à de nombreux crimes de guerre. Il sert au sein de la 39e Division basée à Hiroshima et à partir de juillet 1941 sert au centre de la Chine. Tominaga est capturé au cours de l'invasion soviétique de la Mandchourie en 1945. Comme beaucoup d'autres prisonniers de guerre japonais en Union soviétique, il est interné dans un camp de prisonniers à régime dur en Sibérie. En 1950, il est remis à la république populaire de Chine.
Tominaga est libéré en 1957 et rentre au Japon. Cette même année, il co-fonde un mouvement pacifiste.
En 2001, peu de temps avant sa mort, il participe à un film documentaire japonais Japanese Devils (Riben guizi).

## Source de la traduction
- (en) Cet article est partiellement ou en totalité issu de l’article de Wikipédia en anglais intitulé « Shozo Tominaga » (voir la liste des auteurs).